# Mausoléu da Família Imperial
O Mausoléu da Família Imperial, é onde repousam os restos mortais de Pedro Henrique de Orléans e Bragança de sua esposa, a princesa Maria Elisabeth da Baviera, e de seus descendentes que formam o Ramo de Vassouras. Fica localizado no Cemitério da Irmandade de Nossa Senhora da Conceição em Vassouras, no Estado do Rio de Janeiro.

## História
Inaugurado em 2023, o Mausoléu da Família Imperial no Cemitério da Irmandade de Nossa Senhora da Conceição, em Vassouras, foi construido para abrigar os corpos dos membros da família que até então estavam em um jazigo no mesmo cemitério.
Em sua parte interna, o Mausoléu possui Iluminuras com os brasões do Império do Brasil e do Reino da Baviera. Além dos brasões da família, o mausoléu possue figuras de santos da Igreja Católica.
O mausoléo tem como peça central os sarcófagos de Pedro Henrique e de sua esposa, a princesa Maria Elisabeth. No chão, uma escada dá acesso a cripta que possui varios andares onde estão depositados as urnas funerárias.
O Mausoléu foi pintado por duas filhas de Pedro Henrique e Maria Elisabeth, as gêmeas Maria Gabriela (Lelli) e Maria Thereza (Rezi) de Orléans e Bragança, que são pintoras.

## Sepultados
Os membros da família sepultados no Mausoléu são:
- 2023 - Pedro Henrique de Orléans e Bragança (1909–1981), Chefe da Casa Imperial entre 1921 e 1981. Sepultado anteriormente no jazigo em 1981, foi transferido para o mausoléu em 2023.
- 2023 - Maria Elisabeth da Baviera (1914–2011), esposa de Pedro Henrique. Sepultada anteriormente no jazigo em 2011, foi transferida para o mausoléu em 2023.[9]
- 2023 - Pedro Luiz de Orléans e Bragança (1983–2009), filho mais velho de Antônio, neto de Pedro Henrique e Maria Elisabeth. Sepultado anteriormente no jazigo em 2009, foi transferido para o mausoléu em 2023.
- 2023 - Isabel Maria de Orléans e Bragança (1944–2017), filha mais velha de Pedro Henrique e Maria Elisabeth. Sepultada anteriormente no jazigo em 2017, foi transferida para o mausoléu em 2023.[10]
- 2024 - Antônio de Orléans e Bragança (1950–2024), filho de Pedro Henrique e Maria Elisabeth.[11]

| Imagem | Nome                               | Falecimento           | Sepultamento          | Notas                                                                               |
| ------ | ---------------------------------- | --------------------- | --------------------- | ----------------------------------------------------------------------------------- |
|        | Pedro Henrique                     | 5 de julho de 1981    | 6 de julho de 1981    | Sepultado anteriormente no jazigo em 1981, foi transferido para o mausoléu em 2023. |
|        | Pedro Luiz de Orléans e Bragança   | 1 de junho de 2009    | 6 de julho de 2009    | Sepultado anteriormente no jazigo em 2009, foi transferido para o mausoléu em 2023. |
|        | Maria Elisabeth da Baviera         | 13 de maio de 2011    | 14 de maio de 2011    | Sepultada anteriormente no jazigo em 2011, foi transferida para o mausoléu em 2023. |
|        | Isabel Maria de Orléans e Bragança | 5 de novembro de 2017 | 6 de novembro de 2017 | Sepultada anteriormente no jazigo em 2017, foi transferida para o mausoléu em 2023. |
|        | Antonio de Orléans e Bragança      | 8 de novembro de 2024 | 9 de novembro de 2024 | Sepultado no mausoléu em 2024.                                                      |